# Gran Premio motociclistico di Catalogna 2014
Il Gran Premio motociclistico di Catalogna 2014 è stato la settima prova del motomondiale del 2014.
Le gare delle tre classi hanno visto vincere: Marc Márquez in MotoGP, Esteve Rabat in Moto2 e Álex Márquez in Moto3.
In occasione di questo fine settimana di gare, viene celebrato il 65º anniversario del motomondiale, sono infatti passati esattamente 65 anni da quel 13 giugno del 1949, quando prese il via la prima prova della prima edizione del campionato mondiale velocità con la gara della classe 350 del Tourist Trophy 1949.

## MotoGP
Settima affermazione stagionale su sette GP corsi per lo spagnolo Marc Márquez con la Honda RC213V, il pilota del team Repsol Honda sale sul gradino più alto del podio anche in questa gara, lasciando Valentino Rossi al secondo posto e Dani Pedrosa al terzo.
Grazie alla trentanovesima vittoria della sua carriera nel motomondiale, tredicesima complessiva in MotoGP, Márquez prosegue il suo personale ruolino di marcia in campionato a punteggio pieno con 175 punti totali, grazie ai quali riesce a staccare Rossi (in seconda posizione in graduatoria) di 58 punti e Pedrosa (terzo in classifica mondiale) sotto di 63 punti.
Soltanto al quarto posto Jorge Lorenzo (secondo nel precedente GP d'Italia), mentre Michele Pirro, presente a questa gara grazie ad una wild card, arriva 14º e Michel Fabrizio, sostituto dell'infortunato Danilo Petrucci nel team Octo IodaRacing, chiude ultimo in ventesima posizione.
Dal punto di vista statistico, da rimarcare come questa di Márquez sia la centesima vittoria per la Honda come costruttore in MotoGP, da quando nel 2002 è stata istituita tale classe.

### Arrivati al traguardo
| Pos. | Nº | Pilota           | Squadra                   | Motocicletta       | Giri | Tempo           | Griglia | Punti |
| ---- | -- | ---------------- | ------------------------- | ------------------ | ---- | --------------- | ------- | ----- |
| 1º   | 93 | Marc Márquez     | Repsol Honda              | Honda RC213V       | 25   | 42min 56s 914ms | 3º      | 25    |
| 2º   | 46 | Valentino Rossi  | Movistar Yamaha           | Yamaha YZR-M1      | 25   | +0.512          | 5º      | 20    |
| 3º   | 26 | Dani Pedrosa     | Repsol Honda              | Honda RC213V       | 25   | +1.834          | 1º      | 16    |
| 4º   | 99 | Jorge Lorenzo    | Movistar Yamaha           | Yamaha YZR-M1      | 25   | +4.540          | 2º      | 13    |
| 5º   | 6  | Stefan Bradl     | LCR Honda                 | Honda RC213V       | 25   | +11.148         | 4º      | 11    |
| 6º   | 41 | Aleix Espargaró  | NGM Forward Racing        | Forward Yamaha     | 25   | +14.213         | 6º      | 10    |
| 7º   | 44 | Pol Espargaró    | Monster Yamaha Tech 3     | Yamaha YZR-M1      | 25   | +16.127         | 10º     | 9     |
| 8º   | 4  | Andrea Dovizioso | Ducati Team               | Ducati Desmosedici | 25   | +16.175         | 7º      | 8     |
| 9º   | 29 | Andrea Iannone   | Pramac Racing             | Ducati Desmosedici | 25   | +18.040         | 11º     | 7     |
| 10º  | 38 | Bradley Smith    | Monster Yamaha Tech 3     | Yamaha YZR-M1      | 25   | +24.781         | 8º      | 6     |
| 11º  | 68 | Yonny Hernández  | Energy T.I. Pramac Racing | Ducati Desmosedici | 25   | +37.153         | 9º      | 5     |
| 12º  | 69 | Nicky Hayden     | Drive M7 Aspar            | Honda RCV1000R     | 25   | +43.299         | 16º     | 4     |
| 13º  | 45 | Scott Redding    | Go&Fun Honda Gresini      | Honda RCV1000R     | 25   | +43.407         | 14º     | 3     |
| 14º  | 51 | Michele Pirro    | Ducati Team               | Ducati Desmosedici | 25   | +55.157         | 15º     | 2     |
| 15º  | 7  | Hiroshi Aoyama   | Drive M7 Aspar            | Honda RCV1000R     | 25   | +59.191         | 20º     | 1     |
| 16º  | 23 | Broc Parkes      | Paul Bird Motorsport      | PBM                | 25   | +1'00.906       | 19º     |       |
| 17º  | 70 | Michael Laverty  | Paul Bird Motorsport      | PBM                | 25   | +1'01.284       | 21º     |       |
| 18º  | 5  | Colin Edwards    | NGM Forward Racing        | Forward Yamaha     | 25   | +1'06.121       | 17º     |       |
| 19º  | 8  | Héctor Barberá   | Avintia Racing            | Avintia GP14       | 25   | +1'25.195       | 22º     |       |
| 20º  | 84 | Michel Fabrizio  | Octo IodaRacing           | ART                | 25   | +1'40.665       | 24º     |       |

### Ritirati
| Nº | Pilota          | Squadra               | Motocicletta       | Giri | Griglia |
| -- | --------------- | --------------------- | ------------------ | ---- | ------- |
| 63 | Mike Di Meglio  | Avintia Racing        | Avintia GP14       | 17   | 23º     |
| 35 | Cal Crutchlow   | Ducati Team           | Ducati Desmosedici | 10   | 13º     |
| 19 | Álvaro Bautista | Go&Fun Honda Gresini  | Honda RC213V       | 3    | 12º     |
| 17 | Karel Abraham   | Cardion AB Motoracing | Honda RCV1000R     | 1    | 18º     |

## Moto2
Esteve Rabat con la Kalex Moto2 del team Marc VDS Racing vince la gara, conquistando la sua personale settima affermazione in carriera nel motomondiale, quarta in questa stagione. Accompagnano il vittorioso pilota spagnolo sul palco di premiazione: Maverick Viñales del team Paginas Amarillas HP 40 al secondo posto e Johann Zarco terzo, che porta per la prima volta la Caterham sul podio di una gara del motomondiale.
Con tale vittoria Rabat rafforza la sua prima posizione in classifica di campionato, guadagnando 12 punti a Mika Kallio (compagno di squadra di Rabat e principale rivale per il titolo mondiale, vista la seconda posizione in graduatoria), con il pilota finlandese che si posiziona quarto in questa gara.
Dal punto di vista statistico, Lorenzo Baldassarri, arrivando undicesimo sul traguardo, totalizza i primi punti della sua carriera nel motomondiale.

### Arrivati al traguardo
| Pos. | Nº | Pilota              | Squadra                  | Motocicletta       | Giri | Tempo           | Griglia | Punti |
| ---- | -- | ------------------- | ------------------------ | ------------------ | ---- | --------------- | ------- | ----- |
| 1º   | 53 | Esteve Rabat        | Marc VDS Racing          | Kalex Moto2        | 23   | 41min 23s 197ms | 1º      | 25    |
| 2º   | 40 | Maverick Viñales    | Paginas Amarillas HP 40  | Kalex Moto2        | 23   | +4.244          | 3º      | 20    |
| 3º   | 5  | Johann Zarco        | AirAsia Caterham         | Caterham Suter     | 23   | +11.157         | 8º      | 16    |
| 4º   | 36 | Mika Kallio         | Marc VDS Racing          | Kalex Moto2        | 23   | +11.301         | 2º      | 13    |
| 5º   | 12 | Thomas Lüthi        | Interwetten Paddock      | Suter MMX2         | 23   | +11.424         | 7º      | 11    |
| 6º   | 54 | Mattia Pasini       | NGM Forward Racing       | Kalex Moto2        | 23   | +16.761         | 6º      | 10    |
| 7º   | 88 | Ricard Cardús       | Tech 3                   | Tech 3 Mistral 610 | 23   | +21.275         | 20º     | 9     |
| 8º   | 49 | Axel Pons           | AGR Team                 | Kalex Moto2        | 23   | +32.793         | 22º     | 8     |
| 9º   | 23 | Marcel Schrötter    | Tech 3                   | Tech 3 Mistral 610 | 23   | +32.932         | 17º     | 7     |
| 10º  | 95 | Anthony West        | QMMF Racing              | Speed Up SF14      | 23   | +32.960         | 27º     | 6     |
| 11º  | 7  | Lorenzo Baldassarri | Gresini Moto2            | Suter MMX2         | 23   | +33.076         | 24º     | 5     |
| 12º  | 60 | Julián Simón        | Italtrans Racing         | Kalex Moto2        | 23   | +33.369         | 18º     | 4     |
| 13º  | 30 | Takaaki Nakagami    | Idemitsu Honda Team Asia | Kalex Moto2        | 23   | +36.190         | 25º     | 3     |
| 14º  | 77 | Dominique Aegerter  | Technomag carXpert       | Suter MMX2         | 23   | +40.703         | 10º     | 2     |
| 15º  | 96 | Louis Rossi         | SAG Team                 | Kalex Moto2        | 23   | +40.904         | 26º     | 1     |
| 16º  | 2  | Josh Herrin         | AirAsia Caterham         | Caterham Suter     | 23   | +47.541         | 29º     |       |
| 17º  | 97 | Román Ramos         | QMMF Racing              | Speed Up SF14      | 23   | +47.593         | 32º     |       |
| 18º  | 70 | Robin Mulhauser     | Technomag carXpert       | Suter MMX2         | 23   | +47.644         | 30º     |       |
| 19º  | 25 | Azlan Shah          | Idemitsu Honda Team Asia | Kalex Moto2        | 23   | +54.002         | 33º     |       |
| 20º  | 18 | Nicolás Terol       | Mapfre Aspar             | Suter MMX2         | 23   | +59.057         | 23º     |       |
| 21º  | 21 | Franco Morbidelli   | Italtrans Racing         | Kalex Moto2        | 23   | +1'07.827       | 12º     |       |
| 22º  | 8  | Gino Rea            | AGT Rea Racing           | Suter MMX2         | 23   | +1'11.853       | 28º     |       |
| 23º  | 45 | Tetsuta Nagashima   | Teluru Team JiR Webike   | TSR                | 23   | +1'22.101       | 31º     |       |
| 24º  | 10 | Thitipong Warokorn  | APH PTT The Pizza SAG    | Kalex Moto2        | 23   | +1'25.699       | 34º     |       |
| 25º  | 4  | Randy Krummenacher  | Octo IodaRacing          | Suter MMX2         | 23   | +1'26.978       | 19º     |       |

### Ritirati
| Nº | Pilota          | Squadra                    | Motocicletta  | Giri | Griglia |
| -- | --------------- | -------------------------- | ------------- | ---- | ------- |
| 15 | Alex De Angelis | Tasca Racing               | Suter MMX2    | 19   | 13º     |
| 19 | Xavier Siméon   | Federal Oil Gresini        | Suter MMX2    | 17   | 21º     |
| 81 | Jordi Torres    | Mapfre Aspar               | Suter MMX2    | 16   | 16º     |
| 39 | Luis Salom      | Paginas Amarillas HP 40    | Kalex Moto2   | 2    | 11º     |
| 94 | Jonas Folger    | AGR Team                   | Kalex Moto2   | 2    | 5º      |
| 11 | Sandro Cortese  | Dynavolt Intact GP         | Kalex Moto2   | 1    | 4º      |
| 55 | Hafizh Syahrin  | Petronas Raceline Malaysia | Kalex Moto2   | 1    | 14º     |
| 22 | Sam Lowes       | Speed Up                   | Speed Up SF14 | 0    | 9º      |
| 3  | Simone Corsi    | NGM Forward Racing         | Kalex Moto2   | 0    | 15º     |

## Moto3
Dopo aver ottenuto la prima pole position della sua carriera nel motomondiale, il pilota spagnolo Álex Márquez con la Honda NSF250R del team Estrella Galicia 0,0, realizza in gara la sua prima vittoria stagionale, seconda in carriera nel motomondiale, che permette alla Honda di ottenere la sua prima affermazione come costruttore in Moto3 (nel 2012 la FTR M3 dotata di motore Honda aveva vinto sette gare in questa classe).
Primo posizionamento a podio della sua carriera nel motomondiale per Enea Bastianini che, giunto solamente alla settima presenza iridata, ottiene il secondo posto con la KTM RC 250 GP del team Junior Team Go&Fun con Efrén Vázquez al terzo posto a completare il podio. Primo giro veloce in gara nel motomondiale per il pilota britannico John McPhee, che però giunge solo nono al traguardo.
Giungono rispettivamente quarto e quinto Jack Miller e Romano Fenati, con l'australiano, leader della classifica mondiale con 117 punti, che guadagna due punti sul pilota italiano, che però rimane ugualmente secondo in graduatoria di campionato con 110 punti.
Dal punto di vista statistico, da segnalare come la vittoria di un pilota equipaggiato da moto Honda interrompe una serie di 27 vittorie consecutive di piloti dotati di motociclette KTM in questa specifica classe (4 nelle ultime quattro gare del 2012, tutte le 17 in calendario nel 2013 e le prime 6 di questa stagione).

### Arrivati al traguardo
| Pos. | Nº | Pilota              | Squadra                   | Motocicletta        | Giri | Tempo           | Griglia | Punti |
| ---- | -- | ------------------- | ------------------------- | ------------------- | ---- | --------------- | ------- | ----- |
| 1º   | 12 | Álex Márquez        | Estrella Galicia 0,0      | Honda NSF250R       | 22   | 41min 11s 656ms | 1º      | 25    |
| 2º   | 33 | Enea Bastianini     | Junior Team Go&Fun        | KTM RC 250 GP       | 22   | +3.236          | 2º      | 20    |
| 3º   | 7  | Efrén Vázquez       | SaxoPrint-RTG             | Honda NSF250R       | 22   | +3.512          | 8º      | 16    |
| 4º   | 8  | Jack Miller         | Red Bull KTM Ajo          | KTM RC 250 GP       | 22   | +3.764          | 9º      | 13    |
| 5º   | 5  | Romano Fenati       | SKY Racing Team VR46      | KTM RC 250 GP       | 22   | +3.862          | 16º     | 11    |
| 6º   | 41 | Brad Binder         | Ambrogio Racing           | Mahindra MGP3O      | 22   | +4.048          | 4º      | 10    |
| 7º   | 32 | Isaac Viñales       | Calvo Team                | KTM RC 250 GP       | 22   | +4.131          | 6º      | 9     |
| 8º   | 31 | Niklas Ajo          | Avant Tecno Husqvarna Ajo | Husqvarna FR 250 GP | 22   | +9.781          | 5º      | 8     |
| 9º   | 17 | John McPhee         | SaxoPrint-RTG             | Honda NSF250R       | 22   | +18.578         | 10º     | 7     |
| 10º  | 21 | Francesco Bagnaia   | SKY Racing Team VR46      | KTM RC 250 GP       | 22   | +18.597         | 20º     | 6     |
| 11º  | 10 | Alexis Masbou       | Ongetta-Rivacold          | Honda NSF250R       | 22   | +18.982         | 17º     | 5     |
| 12º  | 44 | Miguel Oliveira     | Mahindra Racing           | Mahindra MGP3O      | 22   | +19.042         | 7º      | 4     |
| 13º  | 19 | Alessandro Tonucci  | CIP                       | Mahindra MGP3O      | 22   | +19.328         | 14º     | 3     |
| 14º  | 98 | Karel Hanika        | Red Bull KTM Ajo          | KTM RC 250 GP       | 22   | +19.623         | 15º     | 2     |
| 15º  | 84 | Jakub Kornfeil      | Calvo Team                | KTM RC 250 GP       | 22   | +19.983         | 11º     | 1     |
| 16º  | 63 | Zulfahmi Khairuddin | Ongetta-AirAsia           | Honda NSF250R       | 22   | +20.394         | 18º     |       |
| 17º  | 52 | Danny Kent          | Red Bull Husqvarna Ajo    | Husqvarna FR 250 GP | 22   | +21.011         | 19º     |       |
| 18º  | 61 | Arthur Sissis       | Mahindra Racing           | Mahindra MGP3O      | 22   | +35.095         | 27º     |       |
| 19º  | 65 | Philipp Öttl        | Interwetten Paddock       | Kalex KTM           | 22   | +35.340         | 30º     |       |
| 20º  | 43 | Luca Grünwald       | Kiefer Racing             | Kalex KTM           | 22   | +35.589         | 25º     |       |
| 21º  | 3  | Matteo Ferrari      | San Carlo Team Italia     | Mahindra MGP3O      | 22   | +35.702         | 22º     |       |
| 22º  | 91 | Gabriel Rodrigo     | RBA Racing                | KTM RC 250 GP       | 22   | +36.232         | 34º     |       |
| 23º  | 57 | Eric Granado        | Calvo Team                | KTM RC 250 GP       | 22   | +36.300         | 26º     |       |
| 24º  | 51 | Bryan Schouten      | CIP                       | Mahindra MGP3O      | 22   | +38.535         | 29º     |       |
| 25º  | 11 | Livio Loi           | Marc VDS Racing           | Kalex KTM           | 22   | +38.536         | 23º     |       |
| 26º  | 9  | Scott Deroue        | RW Racing GP              | Kalex KTM           | 22   | +38.606         | 28º     |       |
| 27º  | 95 | Jules Danilo        | Ambrogio Racing           | Mahindra MGP3O      | 22   | +42.593         | 32º     |       |
| 28º  | 58 | Juanfran Guevara    | Mapfre Aspar              | Kalex KTM           | 22   | +56.150         | 13º     |       |
| 29º  | 55 | Andrea Locatelli    | San Carlo Team Italia     | Mahindra MGP3O      | 22   | +56.210         | 31º     |       |
| 30ª  | 22 | Ana Carrasco        | RW Racing GP              | Kalex KTM           | 22   | +1'01.152       | 35ª     |       |
| 31º  | 4  | Gabriel Ramos       | Kiefer Racing             | Kalex KTM           | 22   | +1'01.249       | 33º     |       |

### Ritirati
| Nº | Pilota            | Squadra                          | Motocicletta  | Giri | Griglia |
| -- | ----------------- | -------------------------------- | ------------- | ---- | ------- |
| 42 | Álex Rins         | Estrella Galicia 0,0             | Honda NSF250R | 4    | 3º      |
| 38 | Hafiq Azmi        | SIC-AJO                          | KTM RC 250 GP | 1    | 21º     |
| 6  | María Herrera     | Junior Team Estrella Galicia 0,0 | Honda NSF250R | 1    | 24ª     |
| 23 | Niccolò Antonelli | Junior Team Go&Fun               | KTM RC 250 GP | 0    | 12º     |